# Herrlisheim-près-Colmar
Herrlisheim-près-Colmar  es una localidad y comuna francesa, situada en el departamento de Alto Rin, en la región  de Alsacia.

## Demografía
| 751 | 938 | 1092 | 1518 | 1509 | 1586 |
| Para los censos de 1962 a 1999 la población legal corresponde a la población sin duplicidades (Fuente: INSEE [Consultar]) |     |      |      |      |      |